# Эхеверия
Эхеверия, также Эчеверия (лат. Echeveria), — род суккулентных растений семейства толстянковые. Встречается в Центральной и Южной Америке, наиболее распространён в Мексике. Представители рода — популярные комнатные растения.

## Название
Род назван в честь мексиканского художника Атанасио Эчеверрия-и-Годой (исп. Atanasio Echeverría y Godoy), который иллюстрировал книги по флоре Мексики.
Народные названия: «каменный цветок», «каменная роза».

## Описание
Многолетние травянистые растения или невысокие суккулентные кустарнички. В роде около 170 видов.
Растения этого рода формируют плотные розетки из мясистых, наполненных влагой листьев. Разные виды могут быть бесстебельными или с длинными побегами. Розетки диаметром от 3 до 40 см. Листья жёсткие или водянистые. Отличаются разным цветом и формой листьев.
Цветки 5-членные, собраны в боковое прямостоячее соцветие. Лепестки и чашелистики сочные, последние короче лепестков. Цветы от жёлтых до оранжево-красных и красно-коричневых, обычно небольшие. Расположены на длинном цветоносе, вертикальном или боковом. Оттенок часто зависит от освещённости: развившиеся в солнечную погоду бутоны более красные, в пасмурную — жёлтые.
Эхеверия легко даёт межвидовые и межродовые гибриды, например пахиверия, граптоверия, седиверия.

## Распространение
Распространены в основном в Мексике, некоторые виды — от Техаса и Калифорнии (США) на севере до Перу на юге.

## Использование

### Применение у ацтеков
В своём фундаментальном произведении «Общая история дел Новой Испании» (1547—1577) Бернардино де Саагун, опираясь на сведения ацтеков о свойствах растений, привёл различные сведения о эхеверии (Echeveria gibbiflora D.C.):

Темеметла. Пятнистый. Низкостелющийся. Освежающий. Он очень широкий. Его пьют, он освежающий, холодный. Он освежает вещи. Он смягчает.

### Комнатное растение
Распространённое комнатное растение. Выращивание не слишком сложное. Почва нужна питательная, глинисто-песчаная. Любят солнце и обильный полив (летом), но без застоя влаги. Зимой полив умеренный. Для видов с густым белым опушением полив должен быть более редким. При недостатке освещения междоузлия могут сильно вытягиваться, обнажая ствол между листьями.
В домашних условиях обычно цветут весной или августе-сентябре.
Размножаются семенами, листовыми и стеблевыми черенками и боковыми дочерними розетками.

## Некоторые виды
Эхеверия агавовая (Echeveria agavoides)
Многолетнее травянистое растение. Стебель в старом возрасте до 15 см высоты. Листья в плотной розетке, продолговатые, 6,5-9 см ширины, серебристо-светло-зелёные с красным кончиком. Родина — Мексика.
Эхеверия беловолосистая (Echeveria leucotricha)
Суккулентный кустарничек 15-20 см высоты с густым рыже-коричневым войлочным опушением на стебле. Листья в рыхлой розетке, обратноланцетные, 6-10 см длины, до 2,5 см ширины, густо покрыты мягкими белыми волосками с рыже-коричневым кончиком. Родина — Мексика.
Из опушённых видов распространены в культуре следующие:
Эхеверия подушковидная (Echeveria pulvinata)
Отличается сочным зелёным цветом и бархатистой поверхностью листьев. Цветки также оранжево-жёлтые, развиваются на мощных облиственных цветоносах. По окраске стебля и опушению листьев похожа на эхеверию беловолосистую, но листья у неё другой формы — обратнояйцевидные, 6,5 см длины, 4 см ширины.
Эхеверия волосистая (Echeveria pilosa)
Имеет голый стебель и нежное опушение листьев.
Эхеверия багряная (Echeveria coccinea)
Одна из высоких (до 70 см высоты), с листьями, расположенными не в розетке, а по всему стеблю, и мягким (как у эхеверии волосистой) опушением. Нижняя сторона листа и края у эхеверии багряной краснеют.
Эхеверия горбатоцветковая «Жемчужина Нюрнберга» (Echeveria ×gibbiflora 'Perle von Nurnberg')
Гибридный сорт эхеверии горбатоцветковой. Листья розовато-серые. С возрастом формирует прямостоячий стебель. В комнатных условиях не цветёт.
Эхеверия горбатоцветковая «Металлика» (Echeveria ×gibbiflora 'Metallica')
Суккулентный кустарничек 30-70 см высоты. Стебель с воздушными корнями в зоне листового рубца. Листья в рыхлой розетке, до 30 см длины и 15 см ширины, широколопатчатые, розово-серые. Цветки светло-красные, внутри жёлтые. Родина — Мексика.
Эхеверия Гармса (Echeveria harmsii)
Суккулентный слабоветвящийся кустарничек. Стебель с воздушными корнями в зоне листового рубца. Листья в рыхлой розетке, продолговато-ромбические, 2-4 см длины, 1-1,5 см ширины, с мягким опушением и красной полоской по краям в верхней части. Цветки 2-3 см длины, красные, верхняя часть лепестка жёлтая. Родина — Мексика.
Эхеверия Десмета (Echeveria desmetiana)
Имеет компактную розетку голубоватых листьев. С возрастом формирует длинный стебель и переходит к ампельному росту. Наиболее устойчивый в культуре вид — сочетает относительную теневыносливость и способность долго противостоять избыточному поливу. Оранжево-жёлтые цветки появляются в середине и конце лета на небольших боковых черешках.
Эхеверия Деренберга (Echeveria derenbergii)
Многолетнее травянистое растение. Стебель до 18 см высоты. Листья в плотной розетке, ширококрыловидные, с округлой верхушкой, светло-зелёные с голубовато-серым налётом и красной полоской по краям, 3-4 см длины и 2-2,5 см ширины. Цветки красно-жёлтые. Родина — Мексика.
Эхеверия изящная (Echeveria elegans)
Многолетнее травянистое растение. Стебель до 5 см высоты с боковыми дочерними розетками. Листья в плотной розетке, продолговатые, 3-6 см длины и около 1 см ширины, светло-зелёные с голубовато-белым восковым налётом. Цветки красно-жёлтые. Родина — Мексика.
Эхеверия Лау (Echeveria laui)
Найдена в природе в 1976 г. доктором Лау. Бесстебельное травянистое растение с розеткой прекрасных голубовато-белых сочных листьев. Крупная розетка 15-20 см в диаметре. Листья до 6 см длины и 3 см ширины, практически белого цвета за счёт толстого воскового налёта — кутикулы, который, однако, легко стирается. Цветки крупные по сравнению с другими эхевериями — до 1,5 см длины, оранжевые с восковым налётом. Родина — Мексика.
Растёт медленно и требует осторожного ухода. По требованиям аналогична кактусам — много солнца и практически сухая зимовка.
Эхеверия многостебельная (Echeveria multicaulis)
Суккулентный обильноветвящийся кустарничек до 20 см высоты. Листья в рыхлой розетке, обратнояйцевидные, 2,5 см длины и 1,5 см ширины, тёмно-зелёные, краснеющие по краям. Цветки 10-13 мм длины, красные снаружи, жёлтые внутри. Родина — Мексика.
Эхеверия узелковая (Echeveria nodulosa)
Суккулентный кустарничек до 50 см высоты. Листья в рыхлой розетке, обратнояйцевидные, до 3-8 см длины и 1,3-5 см ширины, ярко-зелёные, розовые с нижней стороны, с красными полосками по краям и на верхней стороне. Цветки 12—17 см длины, снизу красные, наверху жёлтые. Родина — Мексика.
Эхеверия черепитчатая (Echeveria ×imbricata)
Гибридная разновидность между Echeveria glauca и Echeveria ×gibbiflora 'Metallica'.
Суккулентный кустарничек. Стебель с воздушными корнями в зоне листовых рубцов. Листья широкообратнояйцевидные, собраны в крупную рыхлую чашевидную розетку.
Эхеверия «Чёрный Принц» (Echeveria 'Black Prince') (Бялт, 2004)
Гибридный сорт эхеверии. Листья имеют красно-коричневую окраску. Цветёт ближе к осени. Поражается мучнистым червецом. Требовательна к световому режиму.
Эхеверия Шо (Echeveria shaviana)
Листья плоские, менее сочные и имеют волнистый край. Стебель укороченный, листья прижаты друг к другу и всё растение напоминает кочан капусты. В середине лета появляются два-три цветоноса, на конце которых по очереди распускаются до нескольких десятков цветов. В зимний период теряет большую часть листьев. Поражается мучнистым червецом.
Эхеверия щетинистая (Echeveria setosa)
Многолетнее травянистое растение. Стебель в старом возрасте до 10 см высоты. Розетка 15 см в диаметре. Листья обратноланцетовидные, 5 см длины и около 2 см ширины, ярко-зелёные, с редкими длинными, торчащими белыми волосками. Цветки красно-жёлтые. Родина — Мексика.

## Галерея
- Echeveria elegans
- Echeveria 'Serena'
- Echeveria 'Curly Locks'
- Echeveria agavoides
- Echeveria runyonii 'Topsy Turvy'
- Echeveria 'Valentine'
- Echeveria ‘Rainbow’
- Echeveria 'Magic Red'
- Echeveria pulvinata
- Echeveria shaviana

## Комментарии
1. 1 2  Эхеверия — основное русское название рода согласно изданию Удалова, 1994; Эчеверия, согласно этому же изданию, — вариант названия.